# 内藤聖羽
内藤 聖羽（ないとう せいは、1983年〈昭和58年〉7月13日 - ）は、日本の俳優。本名同じ。
福岡県出身。株式会社まんてんぼし所属。

## 略歴
中学生時代に見た三谷幸喜の「東京サンシャインボーイズ」に感銘を受け俳優を志す。
2002年3月、高校卒業後すぐに福岡県から東京都へ上京。同年4月に新宿にあるタレント養成所に入り芝居の勉強をするが週1回のレッスンに面白みを感じず2年で退所。その後5年間はアルバイトだけの生活を送る。何もしていない現状に危機を感じ、オーディション雑誌に記載されていた「ラフカット2007」に応募、オーディションに合格し、佐藤二朗が脚本する舞台「ラフカット2007」にて俳優としてデビューした。
2010年、知り合いの劇団を通して俳優座の矢幡晃一と出会う。意気投合した矢幡と2012年に、ラジオ番組「オールナイトニッポン」のMCオーディションを受けるために即席ユニット「東京・エスカルゴ」を結成するがオーディションには落選した。このまま終わらせるのはもったいないと考え、同年末に東京・エスカルゴ主催の舞台 カーテンタイムインタイムの公演をおこなった。
翌2013年には演劇集団円の玉置祐也も加わり、劇団として「東京エスカルゴ。」を結成して本格的に活動を開始した。劇団は小劇場などを拠点に活動し、内藤は2017年までの全公演のほとんどで主役を演じる。
2018年、野仲イサオの紹介で芸能事務所「株式会社ブルーノースアカデミー」に所属する。
2020年7月、マネージャーの独立と共に株式会社まんてんぼしに移籍。

## 人物
影響を受けた俳優として田村正和、西村まさ彦、藤山寛美、渥美清を挙げている。ドラマやっぱり猫が好きの大ファンと公言している。

## 主な出演作

### テレビドラマ
2011年
- 捜査検事・近松茂道10（テレビ東京） - 浦辺友也 役

2012年
- 女タクシードライバーの事件日誌6（TBS）
- 捜査検事・近松茂道12（テレビ東京）

2014年
- 女取調官3（TBS）

2016年
- 隠れ菊（NHK BSプレミアム）

2018年
- Missデビル 人事の悪魔・椿眞子（日本テレビ）
- さくらの親子丼2 （フジテレビ）

2019年
- ゼブラ（CBCテレビ） - 柿沼謙二郎 役
- 頭に来てもアホとは戦うな!（日本テレビ）
- パーフェクトワールド（関西テレビ）
- 警視庁SP特命係（TBS）
- 偽装不倫（日本テレビ）
- やすらぎの刻〜道（テレビ朝日）
- 盤上の向日葵（NHK BSプレミアム）
- 棟居刑事の黒い絆（テレビ朝日） - 西島 役
- 刑事7人（テレビ朝日）
- 特捜9 season2（テレビ朝日）
- トップリーグ（WOWOW）
- ブラック校則（日本テレビ）

2020年
- 荒ぶる季節の乙女どもよ。（毎日放送）
- この男は人生最大の過ちです（朝日放送）
- 駐在刑事 season2 最終話（テレビ東京） - 桜田良次 役[3]
- 私たちはどうかしている（日本テレビ）
- 知らなくていいコト（日本テレビ） - 熊谷翔平 役 [4]

2021年
- 青のSP―学校内警察・嶋田隆平―（関西テレビ） - 沼田修 役
- 裕さんの女房（NHK BS4K）
- コントが始まる（日本テレビ）
- 君と世界が終わる日に（日本テレビ）
- 女子グルメバーガー部 2021年夏SP（テレビ東京）
- 彼女はキレイだった 第1話（関西テレビ）
- 仮面ライダーリバイス 第5話（テレビ朝日） - 社長 役[5]
- 今野敏サスペンス 疑念 警視庁強行犯係 樋口顕（テレビ東京） - 竹下晋一 役[6]
- 二月の勝者 （日本テレビ） - 平松 創 役[7]
- 真犯人フラグ 第2話・第4話（日本テレビ） - 記者 役

2022年
- 悪女（わる）働くのがカッコ悪いなんて誰が言った? 第2話・第7話（2022年4月20日・5月25日、日本テレビ） - 大島剛志 役
- しろめし修行僧 第4話（2022年4月30日、テレビ東京） - 従業員 役
- いぶり暮らし第8話（2022年5月23日、BS松竹東急） - 配達員 役
- ファーストペンギン! 第2話（2022年10月12日、日本テレビ） - 県庁の職員 役
- 霊媒探偵・城塚翡翠 第1話（2022年10月16日、日本テレビ） - 立松五郎 役
- PICU 小児集中治療室 第4話（2022年10月31日、フジテレビ） - 医師 役
- 最高のオバハン 中島ハルコ 第6話（2022年11月12日、東海テレビ） - 駐在 役
- 暴太郎戦隊ドンブラザーズ 第38話（2022年11月27日、テレビ朝日） - 高村 役[8]
- 鎌倉殿の13人 最終回（2022年12月18日、NHK） - 公家 役

2023年
- 今野敏サスペンス 機捜235×強行犯係 樋口顕 第5話（2023年2月24日、テレビ東京） - 中野東署警官 役[9]
- あなたがしてくれなくても 第2話（2023年4月20日、フジテレビ）
- あなたがしてくれなくても 最終話（2023年6月22日、フジテレビ）
- 晩酌の流儀2 第2話（2023年7月14日、テレビ東京） - 焼き鳥屋店員 役
- 仮面ライダーガッチャード 第7話・第8話（2023年10月15日・22日、テレビ朝日） - 砂山賢二(謎の男)[10][11]
- 秘密を持った少年たち 第10話（2023年12月8日、日本テレビ）

2024年
- 正直不動産スペシャル（2024年1月3日、NHK）[12]
- ハコビヤ 第3話（2024年1月26日、テレビ東京） - 助教授 役[13]
- おっさんのパンツがなんだっていいじゃないか! 第8話（2024年2月24日、東海テレビ） - 秘書 役
- 特捜9 season7 第2話（2024年4月10日、テレビ朝日） - 社員 役
- ACMA:GAME 第2話（2024年4月14日、日本テレビ） - 東京都企業金融公庫職員 役[14]
- 黄金の刻〜服部金太郎物語〜 （2024年3月10日、テレビ朝日）
- 演じ屋 Re:act第2話（2024年5月31日、WOWWOW）
- 離婚弁護士 スパイダー〜慰謝料争奪編〜 第6話（11月9日、日本テレビ） - 弁護士 役[15]
- わたしの宝物 第9話（2024年12月12日、フジテレビ）SYK総合法律事務所弁護士 山本 役[16]

2025年
- 家政婦クロミは腐った家族を許さない 第5話（2月8日、テレビ東京） - 教師 役[17]
- いきなり婚 第5話（2025年2月4日、日本テレビ）[18]
- 問題物件 第5話（2025年2月12日、フジテレビ） - 近隣住民 役
- 相続探偵 最終話 （2025年3月29日、日本テレビ） - リポーター 役
- あきない世傳 金と銀２ 第１話、第３話、第４話（NHKBS） - 呉服屋 役
- ディアマイベイビー  〜私があなたを支配するまで〜　第10話　記者役[19]
- 愛の、がっこう。 第6話　（2025年8月14日、フジテレビ）パチンコ屋「夢球殿」の店員 役
- グラぱらっ! 第6話　（2025年8月17日、ABCテレビ）マネージャー 役

### 配信ドラマ
2021年
- ボーダレス（ひかりTV）

### 映画
2020年
- 461個のおべんとう（東映）

2021年
- 哀愁しんでれら（クロックワークス）
- 総理の夫（東映）

2022年
- ヘルドッグス（東映） - ハチロー 役[20]
- 沈黙のパレード（東宝）

2023年
- レット・イット・ビー 〜怖いものは、やはり怖い〜（ARI Production） - 緑川良輔 役
- 30s（株式会社 STUDIO CARNET） - 矢崎悦男 役[21]
- BAD LANDS バッド・ランズ[22]

2024年
- ディア・ファミリー （TOHOスタジオ） - 東京医者 役[23]
- もしも徳川家康が総理大臣になったら（TOHOスタジオ） - 記者 役

2025年
- 新幹線大爆破（2025年4月23日Netflix） - 乗客 役

### 舞台
2007年
- ラフカット2007(作  佐藤二朗)

2012年
- カーテンタイムインタイム(東京・エスカルゴ）

2013年
- 学校公演ノアの箱船と秘密の釘(東京エスカルゴ。)
- おえかき競争曲(東京エスカルゴ。)

作演出　野仲イサオ
2014年
- 愛しいのスコットクラブ(東京エスカルゴ。)

2015年
- 死ねば者ども(東京エスカルゴ。)

2016年
- ＬＯＳＴ！！～呼ばれない奴ら～(東京エスカルゴ。)

2017年
- 今宵はこれにて(東京エスカルゴ。)
- 扉のむこうのコト(東京エスカルゴ。)

### CM・ビデオパッケージ
2018年
- 剣と魔法のログレス (CM)

2019年
- 大正製薬(CM)

2021年
- コロプラ「ユージェネって、なに！？」篇

2023年
- ゼリア新薬工業 (CM)「おつかれさんの日々」編[24]

2024年
- Softbank スマホデビュー1年生[25]
- ちょこザップ RIZAP chocoZAPCM 「朝ちょこ」篇[26]
- おむピタフィッティング付きおむつ配送サービス テレビCM[27]

2025年
- 楽楽勤怠 ラクス CM 「勤怠管理3大あるある」篇[28]
- ヌリカエCM 「利用者数No.1」篇[29]

## 賞歴
2020年にアクターズセミナー賞（日本映画テレビプロデューサー協会主催）を受賞